# ATC kod P02
ATC kod P02 Antelmintici su terapeutska podgrupa sistema za anatomsko terapeutsko hemijsku klasifikaciju. Ovaj sistem alfanumeričkih kodova je razvio  za klasifikaciju lekova i drugih medicinskih proizvoda.  Podgrupa P02 je deo anatomske grupe P Antiparazitni proizvodi, insekticidi i sredstva za zaštitu od insekata.
Nacionalna izdanja ATC klasifikacije mogu da obuhvataju dodatne kodove koji nisu prisutni na ovoj listi.

##P02B Antimetilji

###P02BA Hinolinskiderivati i srodne supstance
Prazikvantel
 Oksamnihin

###P02BB Organofosfornajedinjenja
Metrifonat

### Drugi antimetiljni agensi
Bitionol
 Niridazol
 Stibofen
 Triklabendazol

##P02C Antinematodniagensi

###P02CA Benzimidazolniderivati
Mebendazol
 Tiabendazol
 Albendazol
 Ciklobendazol
 Flubendazol
 Fenbendazol
 Mebendazol, kombinacije

###P02CB Piperazini derivati
Piperazin
 Dietilkarbamazin

### Derivatitetrahidropirimidina
Pirantel
 Oksantel

###P02CE Imidazotiazolniderivati
P02CE01 Levamisol

###P02CF Avermektini
Ivermektin

### Drugi antinematodni agensi
Pirvinijum
 Befenijum

##P02D Agensi protivpantljičare

### Derivatisalicilne kiseline
Niklosamid

### Drugi
Desaspidin
 Dihlorofen